# Polydius hispanus lepesmei
Polydius hispanus lepesmei é uma subespécie de insetos coleópteros polífagos pertencente à família Curculionidae.
A autoridade científica da subespécie é Roudier, tendo sido descrita no ano de 1961.
Trata-se de uma subespécie presente no território português.